# Wraithové

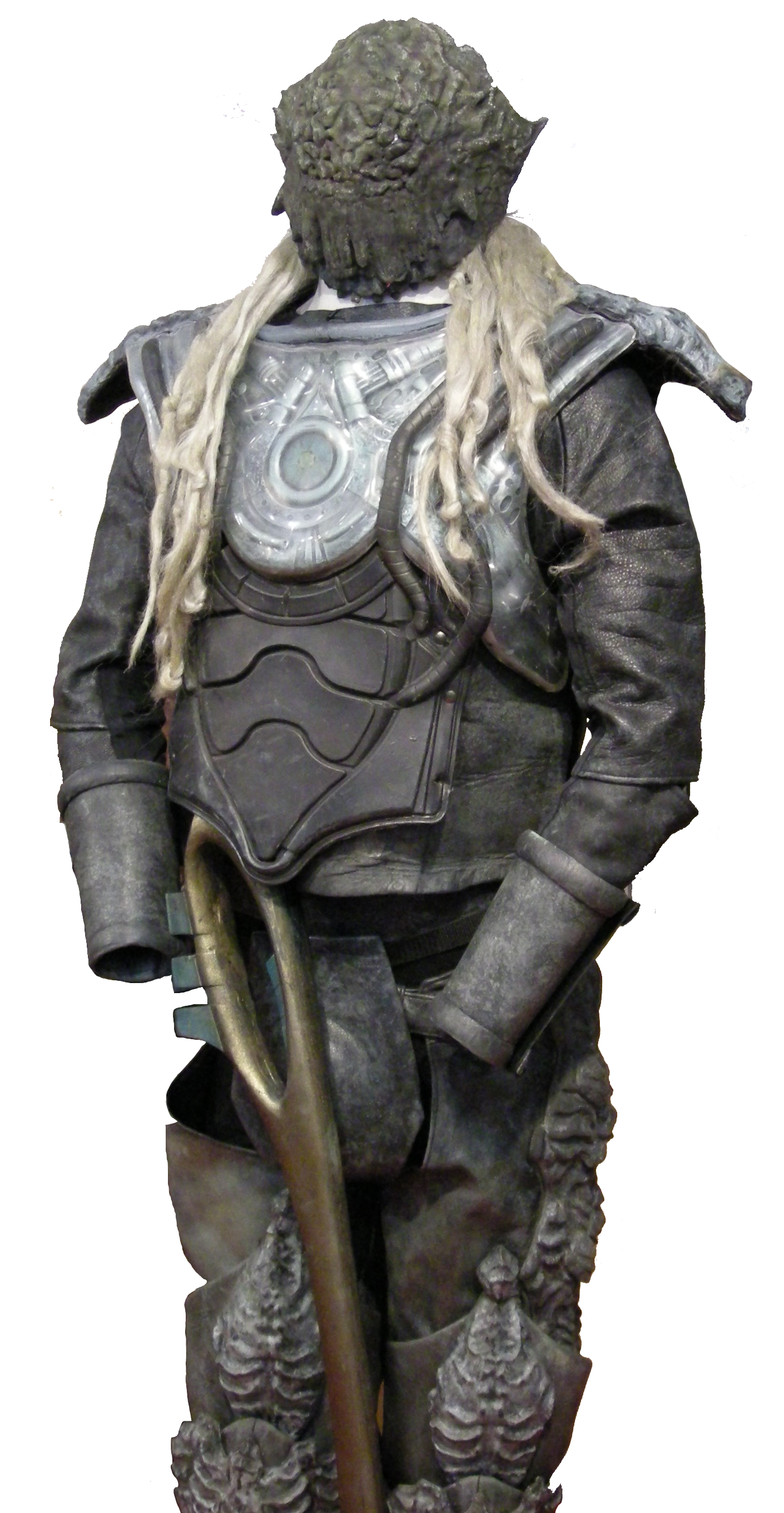
Kostým Wraitha z Toulouse Game Show ve Francii.

Wraithové jsou fiktivní rasa ze sci-fi seriálu Stargate Atlantis, který volně navazuje na seriál Hvězdná brána. Wraithové jsou mimozemský humanoidní druh nacházející se v galaxii Pegasus, obývanou Antiky po odchodu z Mléčné dráhy, které ve válce před deseti tisíci lety porazili. (Uchráněna zůstala pouze Atlantida, ze které Antikové odešli zpět do naší galaxie.)
Wraithové se vyvinuli mutací lidské DNA, kterou způsobil hmyz, konkrétně tzv. iratusský brouk. Wraithové se živí, stejně jako iratusští brouci, životní energií, jež vysávají z lidských obětí. Tuto energii ale mohou i vracet! Pokud mají dostatek energie, byli nedávno nakrmení, jsou jen velmi těžko zranitelní. 
Wraithové žijí v rojích, v jejichž čele je královna. Mnoho světů si zotročili „sklizněmi“ lidí v pravidelných cyklech. Během doby, kdy se přesouvají ve svých lodích do dalších světů ke sklizni, je celá posádka kromě hlídače a pár strážců v hibernaci. Mají také velmi účinnou schopnost regenerace (větší než Goa'uldský Symbiont), tak velkou, že neumírají stářím jako lidé.

## Historie
Antikové byli poraženi mocnou rasou Wraithů, která terorizuje celou galaxii Pegasus.
Wraithové porazili Antiky jen díky převaze: Antikové si mysleli, že jejich válečné lodě jsou nezničitelné, a tak posílali lodě třídy Aurora hlouběji do Wraithského teritoria. Tam Wraithové 3 lodě zajali. Jedna byla napájená ZPM (Zero Point Module), s jehož pomocí byli Wraithové schopni vytvořit velkou armádu. Nejmenší loď Wraithů se nazývá "šipka" (anglicky dart): Má černou barvu a její protáhlá konstrukce zakončená ostrou špicí poskytuje schopnost cestovat i skrze hvězdnou bránu.
Antikové již neochraňovali moc světů, někde zanechali zařízení chránící planety, ale museli se sami bránit. Přestože byli vyspělejší, Wraithové je porazili počtem. Antikové potopili Atlantis kvůli její ochraně právě před Wraithy. 
Wraithové nabrali zásoby a přešli do stavu hibernace. Jen pár zůstalo při vědomí na stráži. Zajali část SG týmu, když narušili jejich pastviny - konkrétně planetu Athos. Zabitím těchto strážců byli Wraithové probuzeni. Bylo jich ale příliš a přestože sklízeli mnoho světů, museli se nakonec zabíjet navzájem. 
Wraithové se na okamžik spojili s lidmi a cestovateli proti Asuranům (Replikátorům), kteří disponovali veškerou Antickou technologií. 

## Postavy
- Michael - Wraith, kterého expedice na Atlantis přeměnila na krátkou dobu na člověka. Michael však expedici unikl a přeměnil se na hybrida člověka a Wraitha. Od té doby je pronásledován lidmi i Wraithy. Několikrát se pokoušel vytvořit mutanty a jiné nestvůry, aby mu sloužili, jednou dokonce unesl Teylu, ale byl vždy expedicí zastaven. Umírá v díle 5x14 - Návrat marnotratného syna (The Prodigal).
- Todd - Byl vězněn Genii, později uprchl spolu s Johnem Sheppardem. Od té doby často spolupracuje s expedicí.